# Fritz Scheel

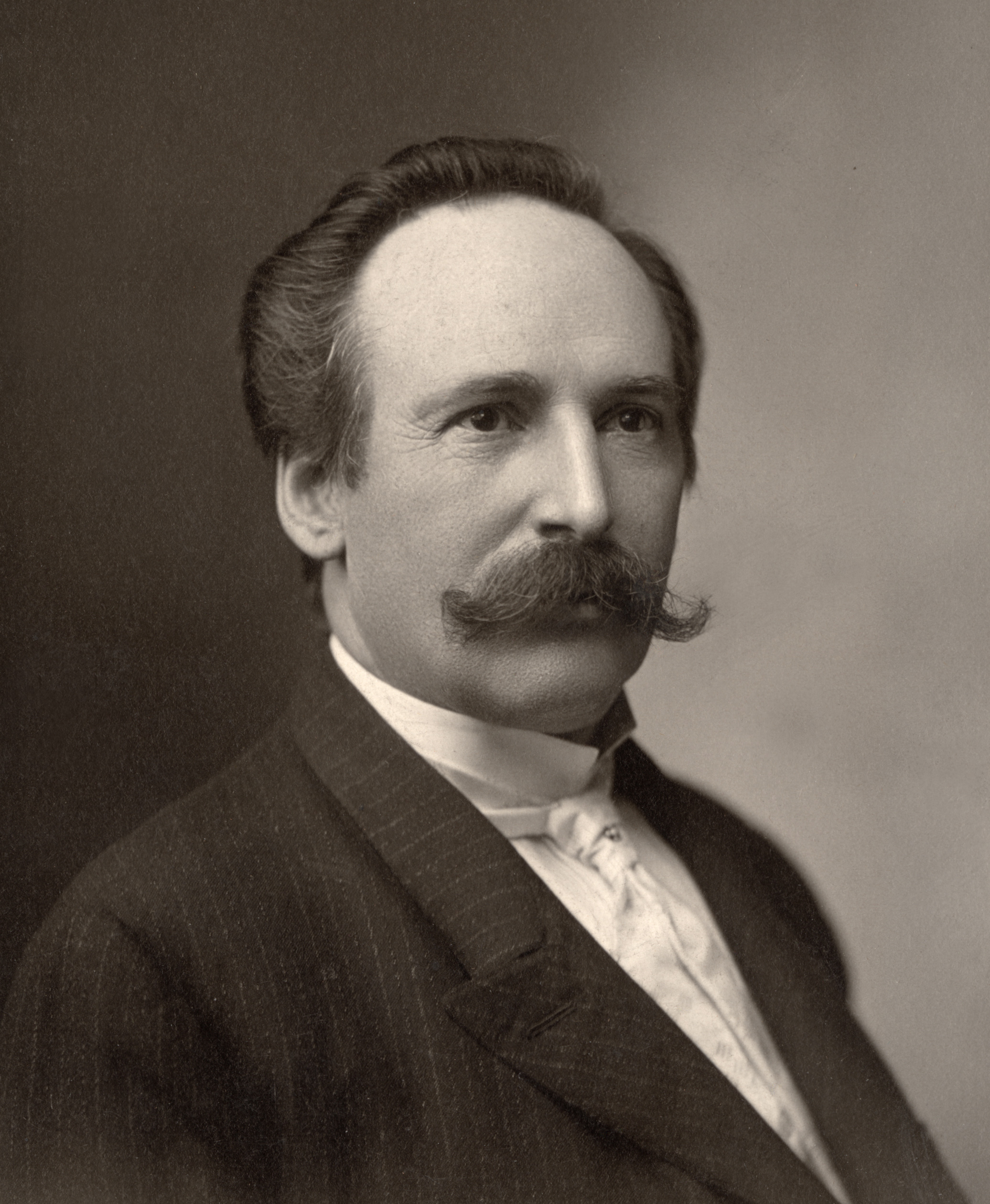

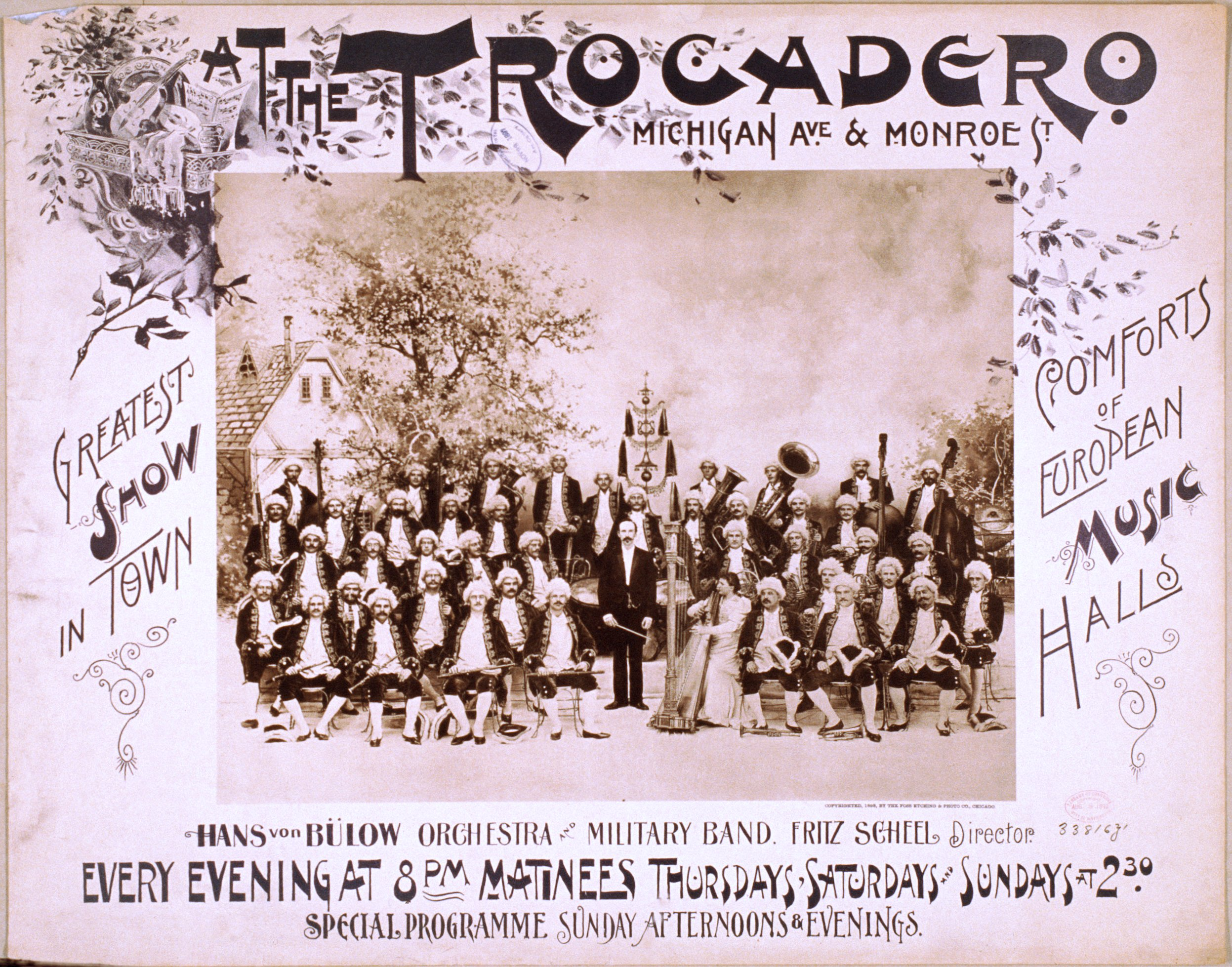

Johann Friedrich Ludwig “Fritz” Scheel (Fackenburg (Sleeswijk-Holstein), 7 november 1852 - Philadelphia, 13 maart 1907) was een Duits-Amerikaanse dirigent. Scheel was de oprichter en eerste dirigent van het Philadelphia Orchestra in 1900. Hij repeteerde in het Duits en programmeerde merendeels Duitse muziek. Na het eerste seizoen ontsloeg hij de helft van de musici en verving hen door spelers uit Europa. Hij bleef dirigent van het Philadelphia Orchestra tot aan zijn overlijden in 1907 op 54-jarige leeftijd. Hij werd begraven op de  West Laurel Hill Cemetery, Bala Cynwyd, Pennsylvania.